# Elsa Boublil
Pour les articles homonymes, voir Boublil.
Elsa Boublil, née le 14 mars 1975,est une 
musicienne, journaliste et productrice de radio à France Inter et France Musique.
Elle dirige le théâtre de la Concorde
de son ouverture en mars 2024
 à aujourd'hui.

## Biographie
Fille d’un père juif tunisien et d’une mère néerlandaise, Elsa Boublil grandit à Fontenay-sous-Bois.
Musicienne de formation (clarinette, piano et chant lyrique), elle a enseigné la clarinette, le piano et l'éveil musical en parallèle de ses études. Après une classe préparatoire en lettres modernes, elle rejoint l'université pour un double cursus de lettres - langues et civilisations britannique, américaine et néerlandaise. Elle poursuit ses études avec un master et un DEA en civilisation américaine sur le jazz et les mouvements sociaux aux États-Unis pendant les années 1950 et 1960.
Après des premières expériences à Harmonia Mundi et à EMI, elle réalise un stage avec Frédéric Lodéon à France Musique. Après des remplacements à France Inter (notamment de Colombe Schneck dans l'émission médias J'ai mes sources), elle collabore avec Laure Adler, puis Michel Polac sur France Culture. En parallèle, elle est clarinettiste dans le groupe du chanteur Gaspard Lanuit, notamment pour l'album Ton fantôme en 2003. Elle devient journaliste chroniqueuse dans divers médias : sur France Inter avec Stéphane Bern, sur France 5 avec Serge Moati. Elle anime à partir de 2010 l'émission dominicale Summertime consacrée au jazz.
À partir de la rentrée 2015, elle anime l'émission Vous avez dit classique ? sur France Inter, consacrée à la musique classique et au jazz du lundi au vendredi de 16 h à 17 h, en lieu et place de Natalie Dessay.
Mais à la fin de la saison radiophonique, elle est recrutée par Marc Voinchet à France Musique pour y animer l'émission d'entretiens Musique Émoi tous les dimanches de 9 h à 11 h. Elle y accueille Sylvain Tesson, Gérard Garouste, Hubert Reeves, Agnès Jaoui et d'autres.
En 2015, elle publie le livre Body blues afin d'exorciser les abus sexuels dont elle a été victime dans son enfance, s'inscrivant ou préfigurant ainsi l’ère #metoo. En 2016, elle devient marraine de l'Orchestre des lycées français du monde.
Puis elle publiera le roman Le temps d'apprendre à vivre chez Plon en 2019. L'ouvrage retrace le chemin de l'exil des juifs tunisiens dans les années 1960 par le prisme de trois femmes sur trois générations, qui s'interrogent sur l'identité, l'amour et la féminité.
À la suite des élections municipales de 2020, elle rejoint le cabinet d'Anne Hidalgo en tant que conseillère culture.
Elle prend la direction du théâtre de la Concorde en mars 2024, projet accompagné d’un comité d’orientation dirigé par Patrick Boucheron et composé d’artistes (Sophia Aram, Zahia Ziouani etc), d’universitaires (Eva Illouz, Camille Froidevaux-Metterie, Loïc Blondiaux etc), d’élu.es (Anouch Toranian, Patrick Bloche etc), de journalistes (Laurent Richard etc), de militants (Philippe Martinez etc) et autres spécialistes.

### Vie privée
En juin 2008, elle épouse le comédien Philippe Torreton. Ensemble, ils ont deux enfants, Jeanne et Simon.

## Publications
- Body blues : un secret, l'Iconoclaste, 2014, 119 p. (ISBN 978-2-913366-85-5)
- Le temps d'apprendre à vivre, Plon, 2019, 182 p. (ISBN 978-2-259-26510-2)